# Adesmia argentea
La barrilla blanca de Chile (Adesmia argentea) es una especie  de planta con flores de la familia Fabaceae.  Es originaria de Chile.

## Descripción
Es un arbusto perennifolio que se distribuye por Chile.

## Taxonomía
Adesmia argentea fue descrita por Franz Julius Ferdinand Meyen y publicado en Reise um die Erde 1: 402. 1834.
Etimología
Adesmia: nombre genérico que deriva de las palabras griegas: 
a- (sin) y desme (paquete), en referencia a los estambres libres.
argentea: epíteto latíno que significa "plateada".
Sinonimia
- Adesmia cinerea Clos
- Patagonium argenteum (Meyen) Kuntze
- Patagonium cinereum (Clos) Kuntze[6]